# Ignacy Harski
Ignacy Harski (ur. 6 lutego 1896, zm. 26 listopada 1956) – podpułkownik łączności inżynier Wojska Polskiego, członek Polskiej Organizacji Wojskowej na Wschodzie, kawaler Orderu Virtuti Militari.

## Życiorys
3 maja 1926 został mianowany kapitanem ze starszeństwem z 1 lipca 1925 i 57. lokatą w korpusie oficerów artylerii. Jako oficer odkomenderowany na studia pozostawał w dyspozycji komendanta miasta stołecznego Warszawy. Z dniem 30 września 1932 został przeniesiony do Sztabu Głównego. Pełnił służbę w Oddziale II na stanowisku kierownika Samodzielnego Referatu Technicznego. Po ukończeniu studiów na Politechnice Warszawskiej otrzymał tytuł inżyniera elektryka. Później został przeniesiony do korpusu oficerów łączności i mianowany majorem ze starszeństwem z 19 marca 1938 i 4. lokatą. W marcu 1939 pełnił służbę w Wydziale Wojskowym Państwowego Instytutu Telekomunikacyjnego na stanowisku kierownika referatu.
26 września 1946, razem z 75 innymi oficerami Polskich Sił Zbrojnych na Zachodzie, został pozbawiony obywatelstwa polskiego.
Od 1952 mieszkał w Polski Osiedlu w Penrhos, następnie przebywał w Polskim Szpitalu w Penley.
Został pochowany na Wrexham Cemetary.

## Ordery i odznaczenia
- Krzyż Srebrny Orderu Wojskowego Virtuti Militari nr 7596 (17 maja 1922)[9]
- Krzyż Niepodległości z Mieczami (6 czerwca 1931)[10]
- Krzyż Kawalerski Orderu Odrodzenia Polski (10 listopada 1928)[11][3]